# RK Gorenje Velenje
Rokometni klub Gorenje Velenje er en slovensk herrehåndboldklub fra byen Velenje, Slovenien. Klubben blev etableret i 1958 og ledes af præsidenten Milan Meža og har Zoran Jovičić som cheftræner. Hjemmekampene bliver spillet i Red Hall. Holdet spiller pr. 2020, i 1. A državna rokometna liga.